# Melnragė
Melnragė (deutsch Mellneraggen, früher auch Melkraggen) ist ein Stadtteil der Hafenstadt Klaipėda (Memel) in der litauischen Rajongemeinde Klaipėda.

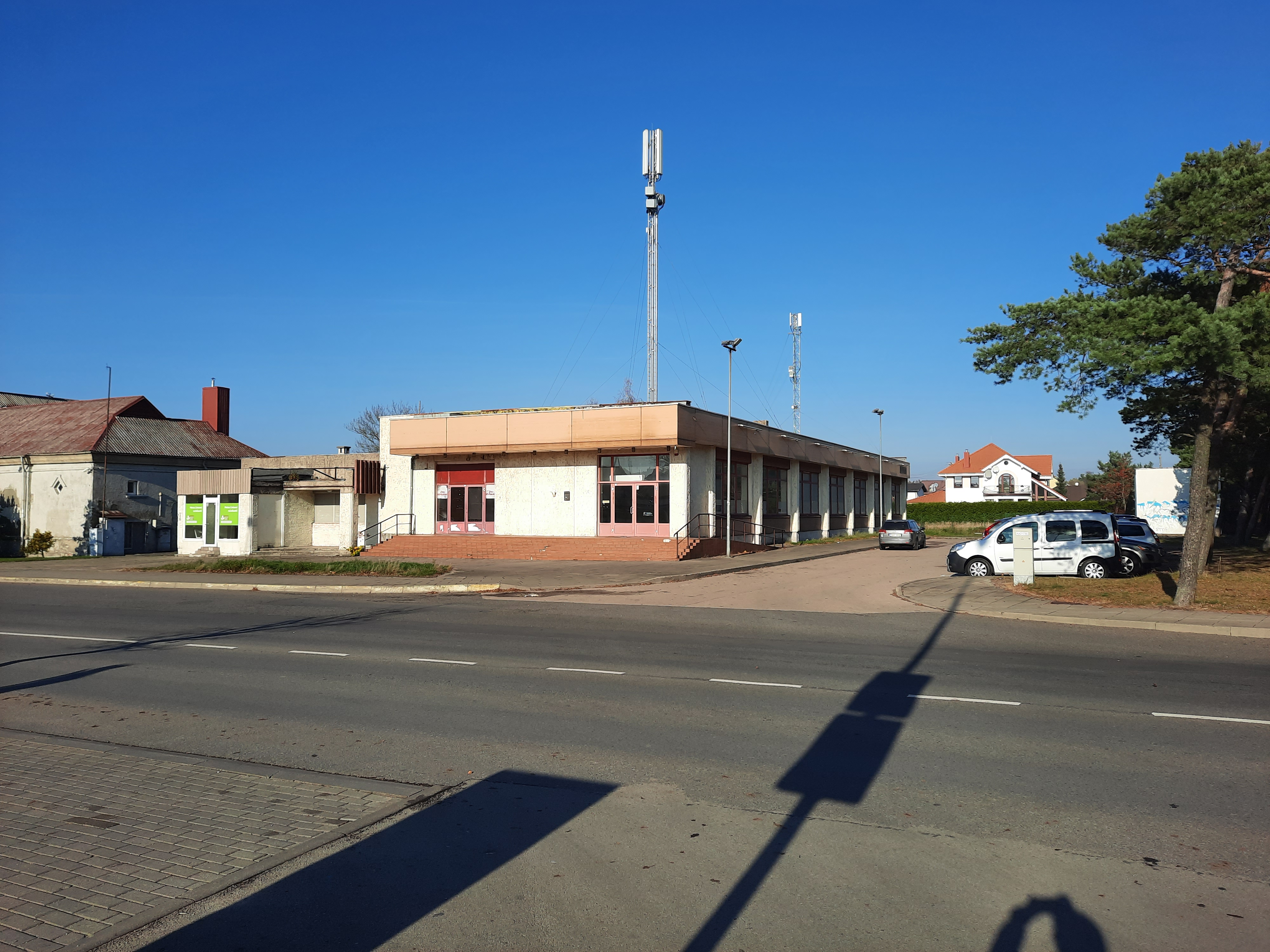
Bauten an der Durchgangsstraße des Stadtteils

## Geographische Lage
Der Strandort  liegt an der Ostseeküste des historischen ostpreußischen Memellandes,  zweieinhalb Kilometer nordwestlich des Stadtzentrums von  Klaipėda (Memel).
Der Stadtteil mit einem mehrere Kilometer langen, in nördliche Richtung verlaufenden Küstenstreifen hat zwei voneinander getrennte Wohnplätze, der nördlichere ist das sieben Kilometer vom Stadtzentrum entfernte Seebad Giruliai (Försterei). Letzterer Wohnort liegt mitten in einem Nadelwald, fünf Minuten Fußwegs vom Strand entfernt. Der Wald reicht im Norden noch etwa zwei Kilometer weit bis zu der Anhöhe Holländische Mütze, die Seefahrern, die den Seehafen der Stadt im Kurischen Haff ansteuern, als Landmarke dient und die als Standort Rundsicht über die See und die Küstenlandschaft bietet.

## Geschichte
Um 1785 befand sich hier eine aus einigen Fischerkaten bestehende kleine, zum Domänenamt Althof Memel gehörige Siedlung, die insgesamt nur sieben Feuerstellen (Haushaltungen) enthielt und noch kein eigenes Gemeindeland besaß. Da der Ausfluss des Haffs zur See hin, das Memeler Tief, für Handelsschiffe und Holzflöße freigehalten werden musste, hatten die Fischer von Mellneragge wie auch diejenigen des benachbarten Fischerdorfs Karkelbeck gewisse Auflagen einzuhalten; auch hatten sie zur Zeit des Lachsfangs staatlich reservierte Fanggebiete zu meiden. Erst 1838, als das Dorf größer geworden war, wurden der Gemeinde 377 Morgen katastriertes Land zugeteilt; die erste Dorfschule wurde 1846 gegründet und hatte damals zwanzig Schüler.  1897 begann man die Separation des Gemeindelandes. Die Bewohner von Mellneraggen waren kurische Fischer, die Nehrungskurisch, zuletzt vorwiegend auf den Fischzügen sprachen, während sich in den Familien Ende des 19. Jahrhunderts schon eher Litauisch durchgesetzt hatte. Der Dorfname geht etymologisch auf die nehrungskurisch-lettischen Wörter melns („schwarz“, litauisch dagegen juodas) und lett. rags bzw. nehrungskurisch ragas („Horn“, wie litauisch) zurück. Nach der Volkszählung im März 1897 sprachen damals in Melneragen noch 560 Einwohner Nehrungskurisch, waren also ursprünglich Nehrungskuren. Die meisten sprachen es nur noch im Fischereigewerbe (Fischzüge, Fischmärkte, Fischauktionen), nur 20 sprachen es im Alltag, sonst waren Litauisch und Deutsch die Alltagssprachen.
Försterei im Norden wurde als Villenkolonie von Memeler Kaufleuten gegründet. Die Ortschaft, die einen guten Sandstrand hat, entwickelte sich bald zu einem beliebten Seebad, das auch von Russen besucht wurde. Die See hat hier meist Wellenschlag. Am Anfang des 20. Jahrhunderts gab es hier bereits ein Kurhaus, ein Hotel, Pensionen und abseits im Wald in ruhiger Lage mehrere Logierhäuser für Kur- und Badegäste. Im Jahr 1912 betrug die Zahl der Badegäste 487.
Vor 1923 und wiederum 1939–1945 war Mellneraggen eine Gemeinde im Landkreis Memel im Regierungsbezirk Gumbinnen der Provinz Ostpreußen des Deutschen Reichs.
Gegen Ende des Zweiten Weltkriegs wurde Mellneraggen  am Jahresende 1944 von der Roten Armee besetzt. Die Stadt Memel fiel am 28. Januar 1945. Nach Kriegsende wurde das Memelland mit Ausnahme militärisch genutzter Gebiete seitens der sowjetischen Besatzungsmacht der Litauischen SSR zur Verwaltung unterstellt.
1946 wurde Melnragė (Mellneraggen) zusammen mit Giruliai (Försterei) zur Stadt Klaipėda eingemeindet. Die deutschen Bewohner wurden in der Folgezeit mit wenigen Ausnahmen von der litauischen Administration vertrieben.

Ortsansichten
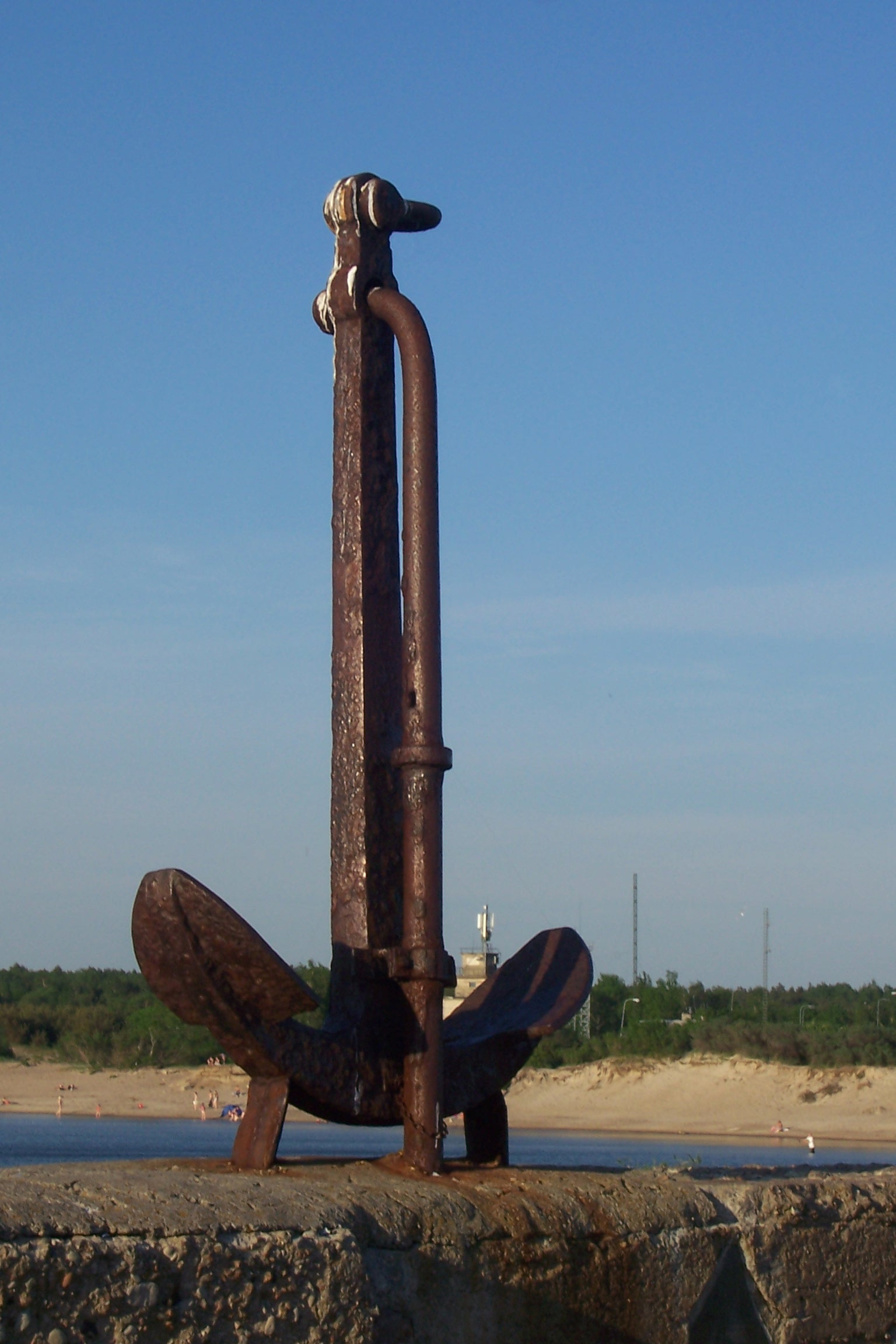
Skulptur auf der Mole des Stadtteils
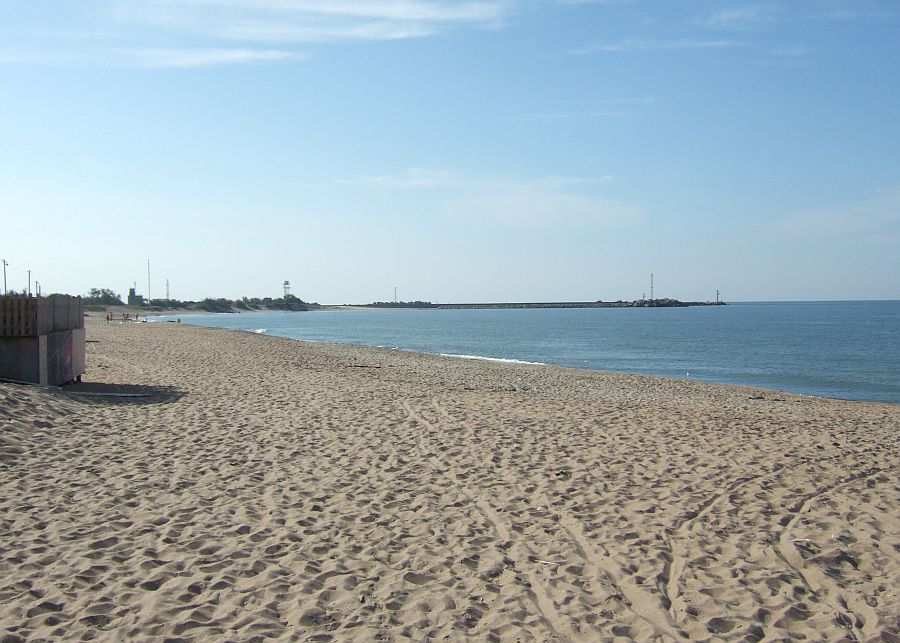
Strandabschnitt bei dem Stadtteil
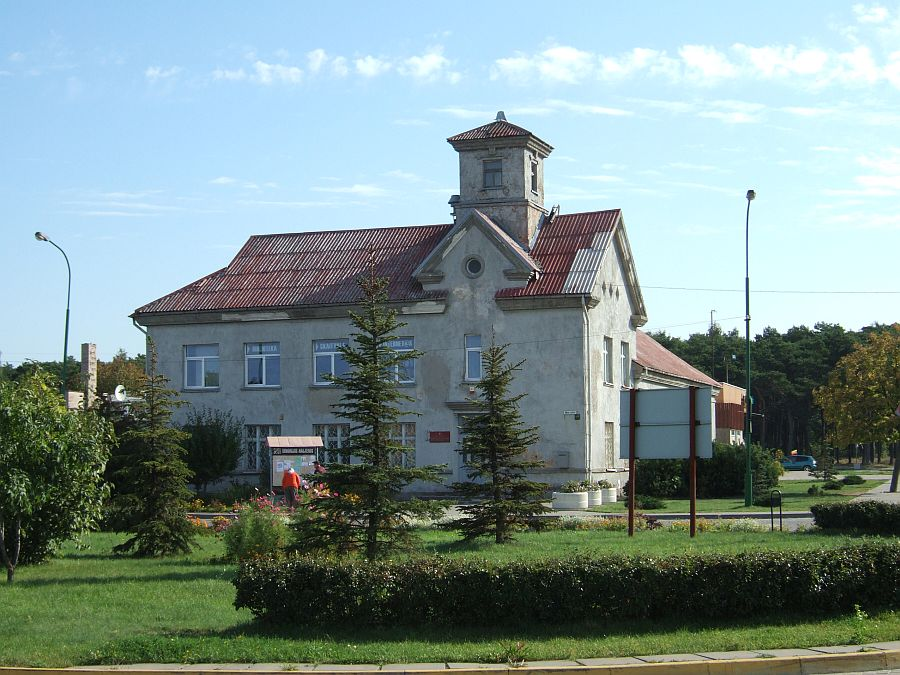
Gebäude der öffentlichen Bibliothek des Stadtteils
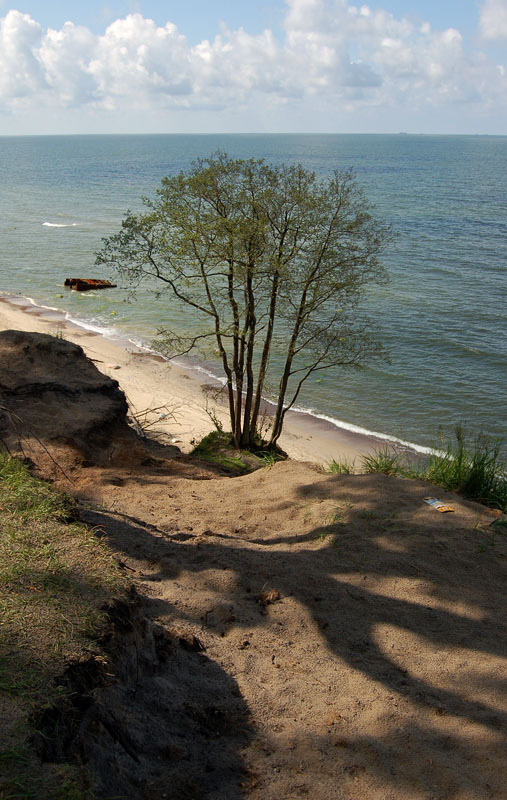
Anhöhe Holländische Mütze, nördlich des Seebads Giruliai (Försterei)

### Kirchspiel
Bis zum Jahr 1945 besuchten die Dorfbewohner größtenteils eine Kirche in Memel.

### Demographie
| Jahr | Einwohner | Anmerkungen |
| ---- | --------- | --- |
| 1785 | –         | sieben Feuerstellen (Haushaltungen) |
| 1818 | 50        | Eigenkätner |
| 1831 | 106       | Fischerdorf ohne katastriertes Gemeindeland, mit 17 Fischern und sieben Instleuten                                                                    |
| 1848 | 175       | in 23 Wohngebäuden; davon 141 Evangelische und vier Katholiken                                                                                        |
| 1858 | 263       | auf einer Gemarkungsfläche von 367 Morgen; in 26 Wohngebäuden; davon 261 Evangelische und zwei Katholiken; Umgangssprachen sind Litauisch und Deutsch |
| 1861 | 263       | in nur 26 Feuerstellen; davon 261 Evangelische und zwei Katholiken                                                                                    |
| 1864 | 353       | am 3. Dezember; auf einer Gemarkungsfläche von 5210 Morgen (Strandländereien)                                                                         |
| 1867 | 341       | am 3. Dezember |
| 1871 | 370       | am 1. Dezember; in 37 Wohngebäuden und 69 Haushaltungen; davon 368 Evangelische und zwei Katholiken                                                   |
| 1885 | 463       | evangelische Einwohner, in 79 Wohnhäusern |
| 1898 | 750       | darunter 30 Letten (Kursenieki) (4 %); von den 548 Einwohnern bei der Fischerei verstehen fast alle (96 %) Lettisch (Nehrungskurisch)                 |
| 1910 | 384       | am 1. Dezember, einschließlich Seebad Försterei mit 150 Einwohnern                                                                                    |
| 1925 | 446       | [ 6 ] |
| 1939 | 1069      | [ 15 ] |